# Ситтель, Мария Эдуардовна
Мари́я Эдуа́рдовна Си́ттель (род. 9 ноября 1975, Пенза) — российская телеведущая. Ведёт информационную программу «Вести» на телеканале «Россия», лауреат премии «ТЭФИ». С 12 марта 2025 года избрана председателем Общероссийской общественно-государственной организации Союз женщин России.

## Биография
Родилась 9 ноября 1975 года в Пензе в семье Эдуарда Анатольевича Ситтеля, имеющего немецкие корни, и домохозяйки Ларисы Павловны Ситтель.
Обучалась в Пензенском медицинском лицее и с 1993 года в Пензенском педагогическом институте имени В. Г. Белинского по специальности «биология-химия», позже окончила Всероссийский заочный финансово-экономический институт по специальности «финансы и кредит».
Телевизионную карьеру начала в 1997 году в родном городе в передаче «Музыкальный сувенир» (телерадиокомпания «Наш дом»). С 1998 года — корреспондент, позже ведущая новостей пензенского телеканала «Экспресс». В 1999 году перешла на работу в ГТРК «Пенза».
С 17 сентября 2001 года до 14 мая 2006 года — ведущая дневных выпусков программы «Вести» телеканала «Россия». В сентябре 2003 года сменила Сергея Брилёва в вечерних выпусках этой программы.
В 2004—2005 годах вела ежедневную программу «Особое мнение» на «Радио России».
С 15 мая 2006 года до 17 июня 2016 года представляла большие вечерние выпуски программы «Вестей» в 20:00 совместно в паре с Дмитрием Киселёвым (до июля 2008) и Андреем Кондрашовым (с сентября 2008 года).
В паре с Николаем Сванидзе в прямом эфире «Первого канала» и «России» комментировала церемонию прощания с первым президентом РФ Борисом Ельциным 25 апреля 2007 года.
С 15 мая 2006 года до 30 августа 2007 года вела программу «Вести+».
В 2008—2011 годах вместе с Эрнестом Мацкявичюсом вела ежегодную программу «Разговор с Владимиром Путиным: продолжение».
С 6 сентября 2009 года по 25 декабря 2011 года — ведущая программы «Специальный корреспондент» на телеканале «Россия».
С 14 мая 2018 года после двухлетнего перерыва вновь вернулась в программу «Вести» в 17:00 по будням и в 11:00 по выходным. С 15 октября того же этого года ведёт программу по будням в 14:00 и в 17:00. С 2019 года ведёт программу «Вести в 20:00».
Вместе с Андреем Малаховым, Еленой Кирик и Василием Головановым была заявлена как ведущий телемоста «Надо поговорить», организованного телеканалами «Россия-1» и «NewsOne» и намеченного на 12 июля 2019 года. Проект вызвал критику со стороны официальных ведомств и большей части украинских политиков, включая президента Владимира Зеленского (назвавшего его «дешёвым, но опасным пиар-ходом перед выборами») из-за аннексии Крыма и войны в Донбассе). На следующий день после анонса NewsOne объявил об отмене телемоста из-за «массовых информационных атак» и угроз в адрес себя и своих сотрудников.
Преподаёт в Высшей школе телевидения «Останкино».
18 марта 2022 года вместе со спортивным комментатором Дмитрием Губерниевым провела в «Лужниках» провластный митинг-концерт в честь годовщины аннексии Крыма под названием «Za мир без нацизма! Zа Россию! Zа Президентa!», при этом, у участников на одежду была нашита символика «Z».

## Санкции
В марте 2022 года Латвия запретила Ситтель въезд в страну на неопределенный срок в связи с поддержкой вторжения России на Украину и оправданием российской агрессии.
В октябре 2022 года была внесена в санкционные списки Канады за «причастность в распространении российской дезинформации и пропаганды».

## Участие в других телепроектах

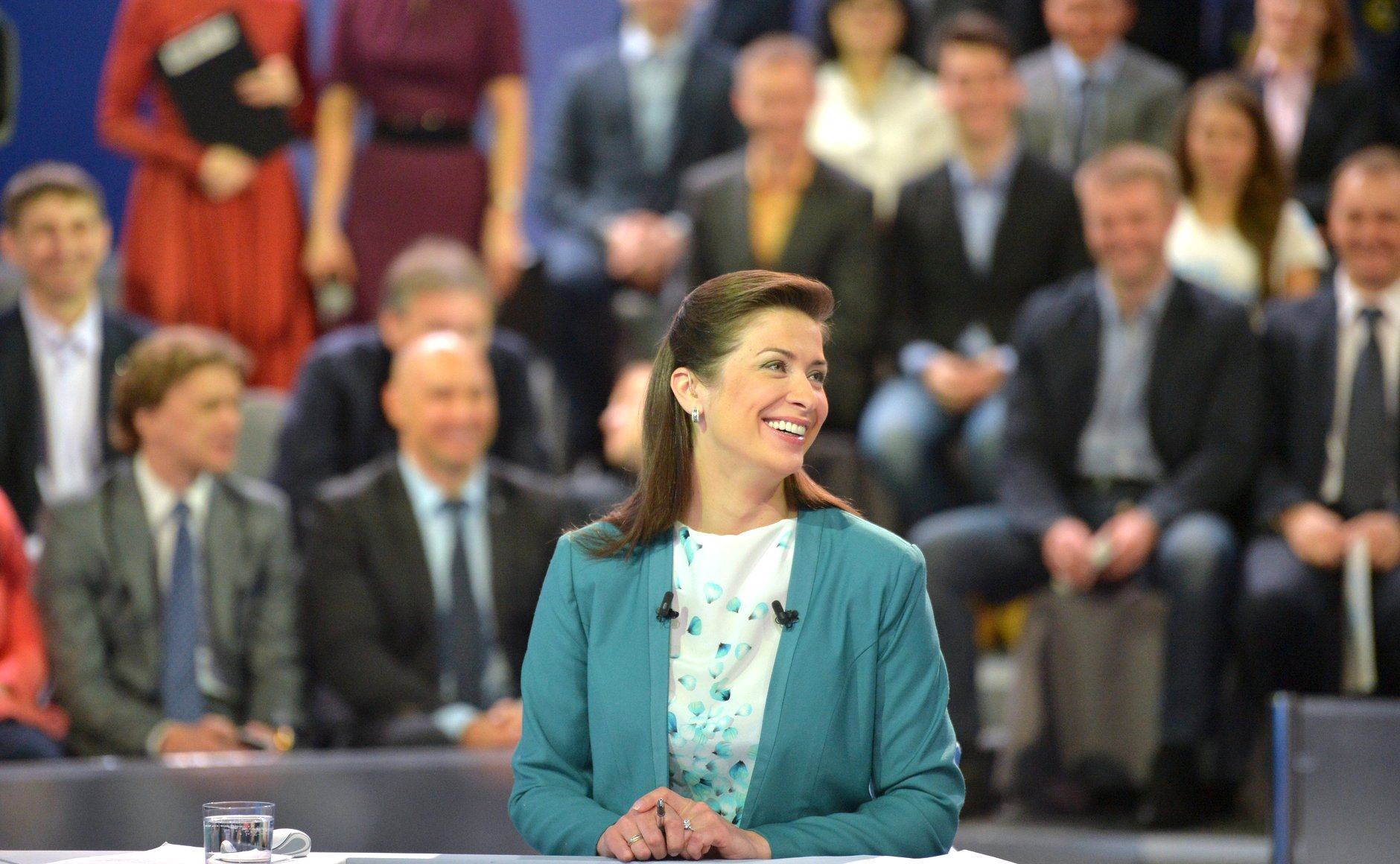
16 апреля 2015 года

Неоднократно принимала участие в телеигре «Форт Боярд» в составе команд телеканала «Россия». В 2006 году с партнёром Владиславом Бородиновым приняла участие в первом сезоне телеконкурса «Танцы со звёздами» телеканала «Россия». Пара заняла первое место, что дало право участия на следующий год в конкурсе «Танцевальное Евровидение 2007».
На «Танцевальном Евровидении-2007» пара Ситтель-Бородинов заняла седьмое место.

## Личная жизнь
- Дедушка: Анатолий Ситтель.
- Отец: Эдуард Ситтель.
- Мать: Лариса Павловна Ситтель.
- Второй муж: Александр Любомирович Терещенко (род. 1979)[27].
- Дети:
  - Дарья (род. 1995) — от первого брака[27];
  - Иван (род. 2010);
  - Савва (род. 2012);
  - Николай (род. 2013)[28];
  - Екатерина (род. 2016)[29].

Младшая сестра Анна Ситтель также работает в ВГТРК; ранее была телеведущей.

## Награды
- Лауреат премии ТЭФИ (2005) в номинации «Ведущая информационной программы»[31][32].
- Орден Дружбы (27 июня 2007 года) — за большой вклад в развитие отечественного телевидения и многолетнюю плодотворную работу[33].
- Благодарность Правительства Российской Федерации (31 марта 2009 года) — за активное участие в освещении деятельности Председателя Правительства Российской Федерации[34].
- Благодарность Правительства Российской Федерации (31 марта 2010 года) — за активное участие в освещении деятельности Председателя Правительства Российской Федерации[35].
- Благодарность Правительства Российской Федерации (3 марта 2012 года) — за активное участие в освещении деятельности Председателя Правительства Российской Федерации[36].